# Chiamata per il morto (film)
Chiamata per il morto (The Deadly Affair) è un film del 1967 diretto da Sidney Lumet.

## Trama
Londra, Anni sessanta: Charles Dobbs è un funzionario, colto ed intelligente, del controspionaggio britannico. In piena guerra fredda viene incaricato d'indagare sul presunto passato filocomunista di Fennan, un alto funzionario del Foreign Office, a seguito di una lettera anonima ben articolata e attendibile, che in seguito si scoprirà scritta dallo stesso Fennan, venuto a conoscenza che sua moglie era una spia comunista.
L'apparente suicidio di quest'ultimo induce Dobbs a iniziare una sofferta indagine, che lo porterà a scoprire l'attività spionistica impiantata a Londra dalla moglie di Fennan e da Dieter Frey, un ex collaboratore di Dobbs, nonché suo amico al tempo della guerra. Nell'intreccio ha un ruolo importante la relazione difficile di Charles con la moglie Ann, fedifraga, che sarà avvicinata proprio da Dieter per controllare l'indagine di Charles. Nel finale, Dieter strangola Elsa e spara a Mendel, ma viene poi ucciso a mani nude dall'infuriato Dobbs.

## Osservazioni
- Come ne La spia che venne dal freddo, anche in Chiamata per il morto la soluzione dell'enigma spionistico viene prima svelata in una forma verosimile che poi viene ribaltata nel finale.
- Tranne alcune differenze minori, è tratto fedelmente dal libro omonimo di John le Carré del 1961. Nel libro il protagonista si chiama George Smiley, personaggio fisso di Le Carré anche in romanzi successivi, mentre nel film viene rinominato Charles Dobbs. Mentre nel romanzo di Le Carré sono descritti anche gli ambienti e le passioni del tempo, nel film resta solo la spy story.